# Olšany u Prostějova
Olšany u Prostějova település Csehországban, a Prostějovi járásban. Olšany u Prostějova Smržice, Vrbátky, Lutín, Čelechovice na Hané, Bystročice és Hněvotín településekkel határos. Lakosainak száma 1847 fő (2024. január 1.).

## Népesség
A település lakosságának változását az alábbi diagram mutatja:
| Lakosok száma | 1352 | 1546 | 1662 | 1616 | 1437 | 1405 | 1720 | 1775 | 1799 | 1847 |
|               | 1869 | 1890 | 1921 | 1950 | 1980 | 2001 | 2017 | 2019 | 2022 | 2024 |